# Джон Сміт (канадський веслувальник)
Джон Сміт (англ. John Smith, 3 березня 1899 — 29 вересня 1973) — канадський академічний веслувальник.
Срібний призер Олімпійських Ігор 1924 року в складі вісімки.